# ألبليسيب
ألبليسيب، الذي يباع تحت الاسم التجاري بقراب(Piqray)، هو دواء للعلاج الكيميائي يستخدم لعلاج أنواع معينة من سرطان الثدي.  يستخدم مع فولفيسترانت( fulvestrant) .  و ينتج عنه حوالي إضافة 5 أشهر من الحياة دون أن يتفاقم المرض.  و يؤخذ عن طريق الفم. 
وتشمل الآثار الجانبية الشائعة له ما يلي: ارتفاع نسبة السكر في الدم، و مشاكل في الكلى، و الاسهال، و الطفح الجلدي، و انخفاض خلايا الدم، و مشاكل في الكبد، و التهاب البنكرياس ، و القيء، و فقدان الشعر.  قد تشمل الآثار الجانبية الأخرى أيضاً: الحساسية المفرطة ، و العقم ، و التهاب الرئة.  أما استخدامه أثناء الحمل فقد يضر الجنين.  وهو مثبط PI3K خاص بألفا. 
ووفق على استخدامه طبيًا في الولايات المتحدة في عام 2019 و أوروبا في عام 2020.   في الولايات المتحدة تبلغ تكلفة الدواء الشهري حوالي 17000 دولار أمريكي اعتبارًا من عام 2021. 